# Microsoft Math Solver
Microsoft Math Solver（マイクロソフト・マス・ソルバー、旧名:Microsoft Math, Microsoft Mathematics）は、数学と科学の問題を解くためのMicrosoft Windows対応教育ソフトウェアである。主に学生向けとしてマイクロソフトが開発している。
機能面でMicrosoft Mathematicsに匹敵するMicrosoft Mathematics Add-In for Word and OneNoteというMicrosoft WordとMicrosoft OneNoteに対応するフリーウェアのアドインはマイクロソフトから入手できる（対応インストーラーとWord 2007以降が必要）。
Microsoft Mathは2008 Award of Excellence from Tech & Learning Magazineを受賞した

## 特徴
Microsoft Mathはユーザーが数学や科学、技術的な問題を解くための教育を受けることを支援するために製作されており、グラフ電卓や単位換算のアプリケーションが搭載されている。また学生が問題を解く技能を身につけるために、三角形の問題を解くためのtriangle solverや方程式の問題を解くためのequation solverと言ったそれぞれの問題を段階的に解くための機能が搭載されている。
Microsoft Math 3.0の単体バージョンでは微分積分とユーザーが手書き入力した問題をMicrosoft Mathに認識させる手書き文字認識機能が追加された。
このグラファーではまた多変数微積分学にも適合しており、例としてグラファーのパラメーターモードではユーザーが3次元ベクトル値関数をグラフ描画することが出来る。

## バージョン
- Microsoft Math 1.0 – Microsoft Student 2006にのみ収録
- Microsoft Math 2.0 – Microsoft Student 2007にのみ収録
- Microsoft Math 3.0 – 単体販売の全機能搭載版とMicrosoft Student 2008にEncarta Calculatorとして収録された機能限定版がある。全機能搭載版のみ微分積分のサポート、デジタルインク認識機能とプロジェクタ向けの特別ディスプレイモードが搭載された。また単体版はMicrosoft Mathにおいてアクティベーションが必要な最初のバージョンだった[4]。
- Microsoft Mathematics 4.0 – 2011年1月に32ビット版と64ビット版が公開され無料でダウンロードが出来るようになった[5]。Windows Scenic Ribbonインターフェースが採用されている[6]。ユーザーインターフェースが日本語化されたバージョンは4月1日に公開された[7]。

## 動作条件
Microsoft Mathの動作条件は以下のとおり:
|                        | 最低動作環境                                            | 推奨動作環境                                             |
| ---------------------- | ------------------------------------------------------- | -------------------------------------------------------- |
| CPU                    | Pentium 500 MHzまたは互換                               | Pentium 1 GHzまたは互換                                  |
| OS                     | Microsoft Windows XP SP3以降                            | Microsoft Windows XP SP3以降                             |
| RAM                    | 256 MB                                                  | 512 MB                                                   |
| ハードディスクドライブ | 65 MBの空き容量                                         | 65 MBの空き容量                                          |
| グラフィック           | 解像度800 x 600対応のVGAビデオカードか それ以上のカード | 解像度1024 x 768対応のVGAビデオカードか それ以上のカード |
| 他の必要条件           | .NET Framework 3.5 SP1以降                              | .NET Framework 3.5 SP1以降                               |